# Тунжень (Цинхай)
Тунжень (кит. спр. 同仁市, піньїнь: Tóngrén Shì, тиб. ཐུང་རིན་རྫོང་།) — місто-повіт в китайській провінції Цінхай, адміністративний центр Хуаннань-Тибетської автономної префектури.

## Географія
Тунжень лежить на північному сході Тибетського нагір'я на висоті понад 2400 метрів над рівнем моря.

### Клімат
Місто знаходиться у зоні, котра характеризується вологим континентальним кліматом. Найтепліший місяць — липень із середньою температурою 16.7 °C. Найхолодніший місяць — січень, із середньою температурою -6.6 °С.
| Клімат Тунженя          | Клімат Тунженя | Клімат Тунженя | Клімат Тунженя | Клімат Тунженя | Клімат Тунженя | Клімат Тунженя | Клімат Тунженя | Клімат Тунженя | Клімат Тунженя | Клімат Тунженя | Клімат Тунженя | Клімат Тунженя | Клімат Тунженя |
| Показник                | Січ.           | Лют.           | Бер.           | Квіт.          | Трав.          | Черв.          | Лип.           | Серп.          | Вер.           | Жовт.          | Лист.          | Груд.          | Рік            |
| Середній максимум, °C   | 1,3            | 4,8            | 10,1           | 15,7           | 18,9           | 21,3           | 23,5           | 23,4           | 18,7           | 13,6           | 8,1            | 2,7            | 13,5           |
| Середня температура, °C | −6,6           | −3,2           | 2              | 7,8            | 11,9           | 14,7           | 16,7           | 16,1           | 12             | 6,3            | 0,1            | −5,1           | 6              |
| Середній мінімум, °C    | −12,2          | −9,2           | −3,9           | 1,4            | 5,8            | 9,1            | 11,2           | 10,5           | 7,4            | 1,4            | −5,4           | −10,6          | 0,5            |
| Норма опадів, мм        | 2.5            | 3.9            | 11             | 22.6           | 58             | 64.5           | 80.4           | 70.8           | 65.1           | 25.9           | 3.1            | 0.8            | 408.6          |
| Вологість повітря, %    | 41             | 42             | 45             | 47             | 55             | 63             | 67             | 66             | 69             | 63             | 49             | 42             | 54             |
| ----------------------- | -------------- | -------------- | -------------- | -------------- | -------------- | -------------- | -------------- | -------------- | -------------- | -------------- | -------------- | -------------- | -------------- |
| Джерело: data.cma.cn    |                |                |                |                |                |                |                |                |                |                |                |                |                |